# Université préfectorale d'Aichi
L'université préfectorale d'Aichi (愛知県立大学, Aichi kenritsu daigaku) est une université publique située dans la ville de  Nagakute, préfecture d'Aichi au Japon. Il existe un campus dans l'arrondissement Moriyama-ku de Nagoya destinée à l'école d'infirmières, à savoir l'université préfectorale d'infirmières et de santé d'Aichi. L'institution prédécesseur de l'université est fondée en 1947 et reçoit son accréditation en tant qu'université en 1966.

## Source
- (en) Cet article est partiellement ou en totalité issu de l’article de Wikipédia en anglais intitulé « Aichi Prefectural University » (voir la liste des auteurs).